# Johannes Hewig
Johannes Stephan Hewig (* 1974 in Calw, Baden-Württemberg) ist ein deutscher Psychologe. Er hat den Lehrstuhl für Psychologie mit den Denominationen Differentielle Psychologie, Persönlichkeitspsychologie und Psychologische Diagnostik an der Julius-Maximilians-Universität Würzburg inne.

## Werdegang
Johannes Hewig wuchs in Weil der Stadt auf und erwarb 1994 am Johannes-Kepler-Gymnasium die Allgemeine Hochschulreife. Von 1995 bis 2000 studierte er an der Universität Trier Psychologie und schloss mit Diplom ab. Anschließend war er wissenschaftlicher Mitarbeiter des Forschungszentrums für Psychobiologie und Psychosomatik sowie der Abteilung für Psychophysiologie, Persönlichkeitsforschung und Methodenlehre unter Dieter Bartussek der Universität Trier. In dieser Zeit fertigte er seine Dissertation zum Zusammenhang von frontaler kortikaler Aktivität und Motivation an, die im Jahr 2004 zur Promotion führte. Von 2004 bis 2010 war er wissenschaftlicher Assistent bei Wolfgang Miltner am Institut für Psychologie der Universität Jena, wo er sich 2009 habilitierte. Im Jahr 2010 wurde er auf die Professur für Differentielle Psychologie, Persönlichkeitspsychologie und Psychologische Diagnostik am Lehrstuhl für Psychologie I der Universität Würzburg berufen. Im Jahr 2024 wurde diese Professur in eine eigene Lehrstuhlstruktur überführt, den Lehrstuhl für Psychologie V: Differentielle Psychologie, Persönlichkeitspsychologie und Psychologische Diagnostik.

## Forschung
Zu seinen Hauptarbeitsgebieten gehören die Entwicklung einer eigenständigen Persönlichkeitstheorie auf der Basis der Lerntheorie sowie die Erforschung von differentiellen Einflussfaktoren auf das Entscheidungsverhalten von Menschen. Dabei setzte er sowohl experimentelle, diagnostische als auch biopsychologische Methoden, wie z. B. Elektroenzephalographie, Elektrokardiographie, Elektrodermale Aktivität, Magnetresonanztomographie, transkranialen Ultraschall oder Blickbewegungsmessung im Kontext von Motivationsforschung, Verstärkungslernen und Persönlichkeitsforschung ein.
Johannes Hewig empfing von 2010 bis 2015 das Schumpeter-Fellowship der Volkswagen Stiftung zur Erforschung von psychologischen Einflussfaktoren bei ökonomischen Entscheidungen und schloss seit 2007 mehrere Projekte unter anderem mit den Themen Biopsychologische Grundlagen der Glücksspielsucht sowie dem Zusammenhang von Angst und kognitiver Reizverarbeitung der Deutschen Forschungsgemeinschaft ab.

## Funktionen und öffentlich Ämter (Auswahl)
- 2013–2016: Mitglied des Board of Directors der Society for Psychophysiological Research (SPR)
- 2014–2017: Schatzmeister der Deutschen Gesellschaft für Psychophysiologie und ihre Anwendung e.V. (DGPA)[9]
- 2022–2023: Präsident der Deutschen Gesellschaft für Psychophysiologie und ihre Anwendung e.V. (DGPA)[9]
- 2019–2023: Dekan der Fakultät für Humanwissenschaften an der Universität Würzburg
- seit 2016: Gründungsmitglied und Vorstand der Ethikkommission der Psychologie der Universität Würzburg[10]

## Veröffentlichungen (Auswahl)
- Hewig, J. (2000). Die Anteriore Asymmetrie und die Behavioural Approach und Inhibition Systems. Sind die Konzepte BIS und BAS von J.A. Gray um das Modell Anteriorer Asymmetrie von R.J. Davidson erweiterbar? - Theoretische Konzeptionen und empirische Befunde. Diplomarbeit. Universität Trier.
- Hewig, J. (2004). Frontale kortikale Aktivität und Motivation. Berlin: Logos, ISBN 978-3832506537. Dissertation.
- Hewig, J. (2008). Eine allgemeine Evolutionstheorie und deren Implikationen für Kosmologie, Ethik und Staatsphilosophie. Aachen: Shaker, ISBN 978-3832274993.
- Hewig, J. (2010). Verstärkungslernen Biologische Grundlagen und Interindividuelle Differenzen. Aachen: Shaker, ISBN 978-3832289812. Habilitationsschrift.
- Hewig, J. (2018). Intentionality in frontal asymmetry research. In: Psychophysiology 55(1), doi:10.1111/psyp.12852